# Malý Cetín
Malý Cetín (maďarsky Kis-Cétény) je obec na Slovensku v okrese Nitra. Leží na západním okraji Žitavské sprašové pahorkatiny na levostranné nivě a terase řeky Nitry, 10 km jihovýchodně od Nitry. Žije zde 452 obyvatel.

## Historie
První písemná zmínka o obci je z roku 1113, kdy byla majetkem zoborského kláštera. Od 15. století byla ve vlastnictví Ostřihomského arcibiskupství. Na majetku hospodařila až do 19. století církevní šlechta, predialisté. V 16. století byla část půdy pronajata zemanům z Veľkého Cetína. V roce 1554 byla obec napadena Turky. Během josefínského sčítání v letech 1784–1787 žilo v obci 217 obyvatel, z toho bylo 43 šlechticů. Epidemie cholery v roce 1831 si vyžádala 35 obětí, v roce 1849 18 obětí. Obyvatelé se věnovali zemědělství. V roce 1951 bylo v obci založeno JZD. V letech 1960 až 1990 byl Malý Cetín sloučen s obcí Čechynce do obce Nitrany.

## Významnější stavby
- budova obecního úřadu z počátku 20. století
- kaple sv. Urbana z roku 1965
- kostel Panny Marie Sedmibolestné z roku 2008